# Jet Bussemaker
Mariëtte Bussemaker, detta Jet Bussemaker (Capelle aan den IJssel, 15 gennaio 1961), è una politica olandese, membro del Partito del Lavoro (PvdA). È Ministro dell'istruzione, della cultura e della scienza dal 2012 al 2017, nel Governo Rutte II, terza donna a ricoprire tale carica nella storia del ministero.

## Biografia

### Gioventù e formazione
Jet Bussemaker ha studiato dalla scuola elementare alla scuola secondaria di Oegstgeest. In seguito ha studiato teoria politica all'Università di Amsterdam. Nel 1993 ha conseguito il dottorato in scienze politiche e socio-culturali. Tra il 1993 e il 1998, è stata assistente professore di scienze politiche nella sua università. Fu membro durante questo periodo della Sinistra Verde (GL), ma lasciò il partito nel 1995 per unirsi al Partito del Lavoro (PvdA).

### Inizi in politica
Alle elezioni legislative del 1998, è stata eletta ed è diventata membro della Tweede Kamer, la camera bassa del Parlamento dei Paesi Bassi, dove si occupa di salute, affari sociali e cultura. Rimane professore di scienze politiche presso la Vrije Universiteit di Amsterdam.

### Segretario di Stato alla salute, al benessere e allo sport

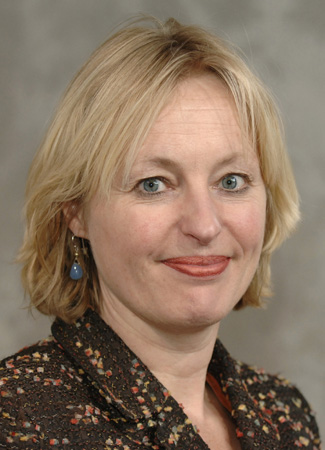
Jet Bussemaker nel 2013

Durante la formazione del quarto ufficio del cristiano democratico Jan Peter Balkenende, il 22 febbraio 2007, è diventata segretaria di Stato presso il Ministero della sanità, del benessere e dello sport. Nel maggio 2008, ha sostenuto il candidato del Partito Democratico per le elezioni presidenziali degli Stati Uniti, Barack Obama, dicendo che sarebbe stata una "catastrofe" se il candidato del Partito Repubblicano John McCain fosse eletto. Come risultato di questa affermazione, viene criticata da altri membri del gabinetto perché viene richiesto di rimanere neutrale a livello internazionale.
Bussemaker lascia l'esecutivo con l'addio del Partito del Lavoro in seguito al disaccordo sul mantenimento dell'esercito olandese in Afghanistan il 23 febbraio 2010. Nel gennaio 2011, entra a far parte del consiglio di amministrazione dell'Università di Scienze Applicate di Amsterdam.

### Ministro dell'istruzione, della cultura e della scienza

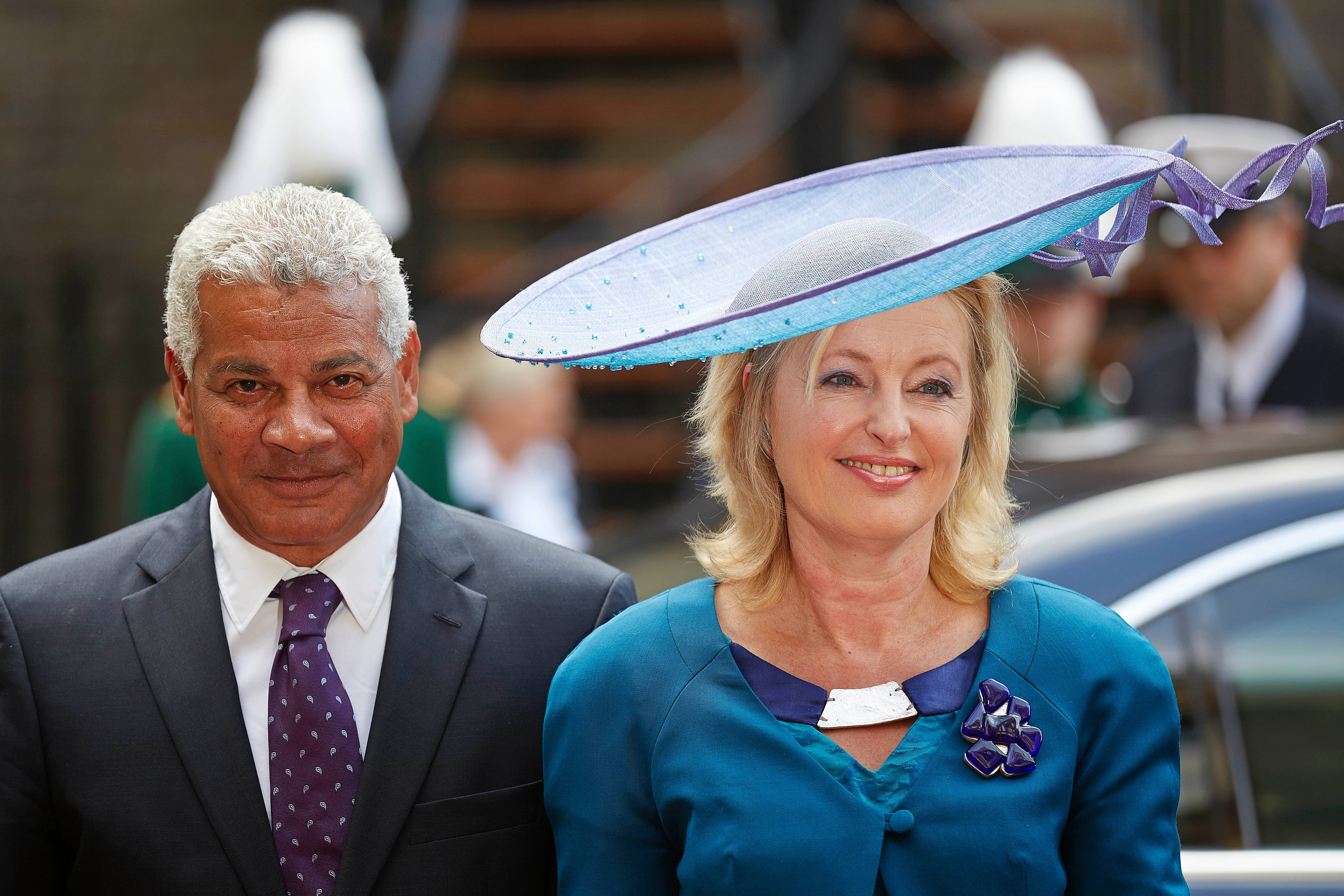
Jet Bussemaker e suo marito arrivano al Prinsjesdag 2014 al Binnenhof a L'Aia.

Il 5 novembre 2012 è stata nominata Ministro dell'istruzione, della cultura e della scienza nel governo Rutte II, con la partecipazione del Partito del Lavoro. È assistita dal segretario di stato Sander Dekker, responsabile della politica di istruzione superiore. Nel 2014, Bussemaker sostiene informalmente i diritti delle donne oltre al suo portafoglio ministeriale.
A seguito delle elezioni legislative del 2017, i laburisti lasciano il governo e Bussemaker viene sostituita da Ingrid van Engelshoven. L'anno seguente divenne professore di scienze politiche all'Università di Leida.

## Pubblicazioni
- Zielig zijn we niet. Het politieke verzet van bijstandsvrouwen, 1985
- Betwiste zelfstandigheid. Individualisering, sekse en verzorgingsstaat, Dissertation, 1993
- Leven na paars? Linkse visies op de derde weg, Mitautor R. van der Ploeg, 2001
- Haagse tegenstrijdigheden; twee jaar verder, 2004
- Dochter van een kampkind. Ervaringen van een staatssecretaris met de oorlog in Nederlands-Indië, 2011